# Bewilligung (Grundbuch)
Unter einer Bewilligung (eigentlich Eintragungsbewilligung) versteht man im deutschen Grundbuchrecht die vor der Eintragung im Grundbuch ausgesprochene Einwilligung des von dieser Eintragung Betroffenen. 

## Allgemeines
Um ein Recht an einem Grundstück oder grundstücksgleichen Recht zu erwerben (etwa Eigentum beim Grundstückskauf), sind von den Beteiligten mehrere Voraussetzungen zu erfüllen. Zunächst verlangt das materielle Grundbuchrecht, dass sich der Veräußerer mit dem Erwerber über die Übertragung des Eigentums nach § 925 Abs. 1 BGB einigt (Auflassung) und hierüber eine Eintragung im Grundbuch zu erfolgen hat (§ 873 Abs. 1 BGB). Das formelle Grundbuchrecht der Grundbuchordnung (GBO) wiederum verlangt, dass eine Eintragung im Grundbuch nur durch einen Eintragungsantrag (§ 13 Abs. 1 GBO) und eine Bewilligung (§ 19 GBO) herbeigeführt werden kann. Während der Antrag von Käufer oder Verkäufer gestellt werden kann, darf die Bewilligung nur durch den betroffenen Verkäufer (sein Eigentumsrecht wird durch den Verkauf beeinträchtigt) ausgesprochen werden. 

## Konsensprinzipien
Da im Beispiel ein Grundstückskaufvertrag der Rechtsänderung zugrunde liegt, prüft das Grundbuchamt gemäß § 20 GBO auch die Rechtswirksamkeit der dinglichen Einigung durch Nachweis der Auflassung („materielles Konsensprinzip“). Bei allen anderen Rechtsänderungen, wie etwa der Belastung durch Grundpfandrechte, prüft das Grundbuchamt lediglich die vorliegende Bewilligung. Der Grundsatz der einseitigen Bewilligung (nur der Betroffene muss die Eintragung bewilligen) wird auch „formelles Konsensprinzip“ genannt. Sinn dieser Regelung ist die Vereinfachung des Grundbuchsverkehrs, weil das Grundbuchamt nicht die Rechtslage als solche prüfen muss, sondern sich auf die Prüfung der formellen Voraussetzungen, insbesondere der Bewilligung, beschränken kann.

## Form
Während der Antrag als solcher keiner besonderen Form bedarf, muss die Bewilligung nach § 29 Abs. 1 GBO öffentlich beglaubigt sein; die öffentliche Beglaubigung muss nicht zwingend durch einen Notar, sondern kann länderabhängig/-spezifisch auch durch eine kommunale Einrichtung erfolgen. Das Grundbuchamt prüft die Einhaltung der formellen und inhaltlichen Erfordernisse vor Eintragung. Soweit das Recht, mit dem ein Grundstück belastet wird, in der Eintragungsbewilligung näher bezeichnet wird, kann nach Maßgabe des § 874 BGB bei der Eintragung auf die Eintragungsbewilligung Bezug genommen werden. In diesem Fall wird im Grundbuch selbst das Recht nur seinem wesentlichen Kern nach kurz bezeichnet. Die Einzelheiten ergeben sich dann aus der in Bezug genommenen Eintragungsbewilligung.

## Arten
Zu den Eintragungsbewilligungen gehören die so genannte Berichtigungsbewilligung (Einwilligung in die Berichtigung des Grundbuchs) und die Löschungsbewilligung, die zur Löschung eines Rechts führt. Betroffener einer Löschungsbewilligung ist der Inhaber des zu löschenden Rechts, also etwa bei Grundpfandrechten der Kreditgeber.